# Olena Repko
Olena Oleksandrivna Repko (ukrajinsky: Олена Олександрівна Рєпко * 1. srpna 1975 Charkov, Ukrajina) je bývalá ukrajinská reprezentantka ve sportovním lezení, mistryně světa, vítězka světového poháru, Mistryně Evropy a Ukrajiny v lezení na rychlost.

## Výkony a ocenění
- nominace na Světové hry, kde získala stříbro
- nominace na mezinárodní prestižní závody Rock Master v italském Arcu, kde zvítězila
- jako jediná závodnice (dvakrát) obhájila titul mistryně světa v lezení na rychlost

### Závodní výsledky
| Světové hry | Světové hry |
| Rok         | 2005        |
| ----------- | ----------- |
| Rychlost    | 2           |

| Arco Rock Master | Arco Rock Master | Arco Rock Master | Arco Rock Master |
| Rok*             | 2008             | 2009             | 2010             |
| ---------------- | ---------------- | ---------------- | ---------------- |
| Rychlost         | 1                | 7                | 11               |

* ženy závodily na Rock Masteru na rychlost až od roku 2008
v roce 2010 byla rozšířená nominace jako příprava na MS 2011
| Mistrovství světa | Mistrovství světa | Mistrovství světa | Mistrovství světa | Mistrovství světa |
| Rok               | 1999              | 2001              | 2003              | 2005              |
| ----------------- | ----------------- | ----------------- | ----------------- | ----------------- |
| Rychlost          | 2                 | 1                 | 1                 | 1                 |

| Světový pohár       | Světový pohár | Světový pohár | Světový pohár | Světový pohár |
| Rok                 | 2000          | 2002          | 2003          | 2008          |
| ------------------- | ------------- | ------------- | ------------- | ------------- |
| Rychlost            | 1             | 1             | 3             | 2             |
| jednotlivě* (x/x/x) |               |               |               |               |

* poznámka: nalevo jsou poslední závody v roce
| Mistrovství Evropy | Mistrovství Evropy | Mistrovství Evropy | Mistrovství Evropy |
| Rok                | 1998               | 2000               | 2002               |
| ------------------ | ------------------ | ------------------ | ------------------ |
| Rychlost           | 2                  | 1                  | 1                  |

| Mistrovství Ukrajiny | Mistrovství Ukrajiny |
| Rok                  | 2005                 |
| -------------------- | -------------------- |
| Rychlost             | 1                    |